# OMEGA-Sender Bratland

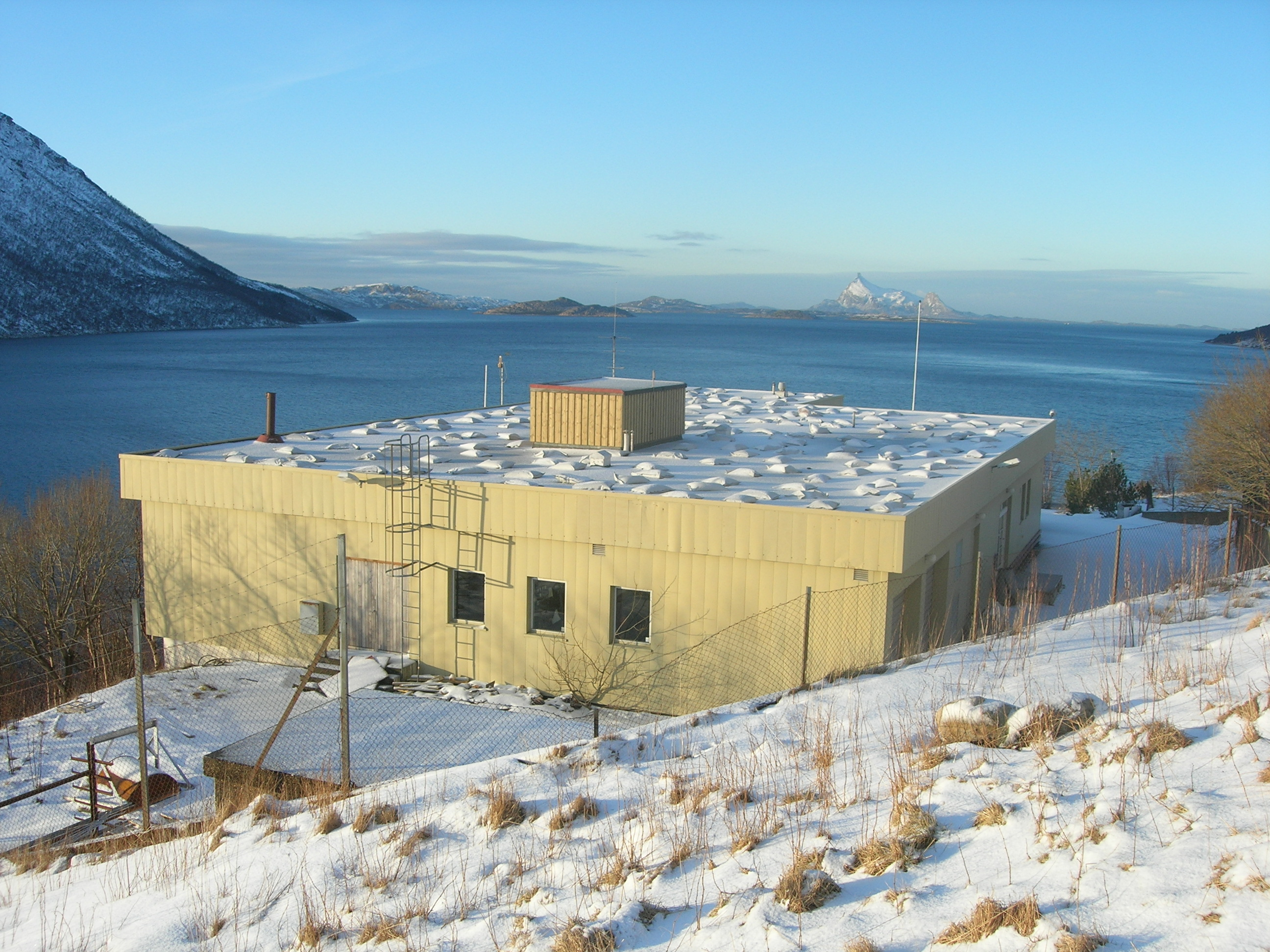
Gebäude des ehemaligen OMEGA-Senders Bratland

Der OMEGA-Sender Bratland war eine der acht Stationen des OMEGA-Navigationssystems und ging als einer der ersten 1966 in Betrieb.
Er verwendete als Sendeantenne zwei Seile, welche über den Aldrasund gespannt waren: Sie hatten eine Länge von 3500 Meter bzw. 3300 Meter und wogen 17,5 t bzw. 16,8 t. Die Seile waren auf der Insel Aldra an einem Stahlfachwerkturm, der in der Bauweise den Freileitungsmasten für große Spannweiten in Norwegen entsprachen, befestigt, während auf dem norwegischen Festland ein massiver Ankerblock auf dem Berg Liatind zur Befestigung diente. Von diesen führten zwei Seile über mehrere Umlenkrollen zum Windenhaus, um bei Bedarf die Antennenanlage für Wartungszwecke absenken zu können. Um die Höhe der Antenne konstant zu halten, wurde sie über ein Gegengewicht von 10 Tonnen gespannt. Das Gegengewicht lief an der Außenseite eines 60 Meter hohen Stahlfachwerkturm an Schienen und war über einen Seilzug mit mehreren Umlenkrollen mit der Antenne verbunden.
Auf dem Liatind befand sich auch ein Heliport, da die Anlage einer Straße wegen des steilen Geländes viel zu aufwändig gewesen wäre. Für den Fall plötzlich aufziehenden schlechten Wetters existierte dort auch eine Schutzhütte.
Der Sender hatte eine Leistung von 300 kW, doch wurden trotz der großen Antenne nur etwa 10 kW abgestrahlt. In den ersten Betriebsjahren verursachte der Sender große Störungen im Stromnetz.
Der OMEGA-Sender Bratland wurde zusammen mit den anderen OMEGA-Sendern am 30. September 1997 stillgelegt und anschließend die technischen Einrichtungen (inklusive der Antenne) demontiert. Noch heute existieren der Ankerblock auf dem Liatind, die Fundamente für die Umlenkrollen, das Abstimmhaus und das Sendegebäude.